# Cybaeus hatsushibai
Espèce
Cybaeus hatsushibai est une espèce d'araignées aranéomorphes de la famille des Cybaeidae.

## Distribution
Cette espèce est endémique de la préfecture de Nara sur Honshū au Japon,. Elle se rencontre vers Kamikitayama sur le mont Ōdaigahara.

## Description
Le mâle holotype mesure 6,75 mm et la femelle paratype mesure 7,20 mm.

## Étymologie
Cette espèce est nommée en l'honneur de Shingo Hatsushiba.

## Publication originale
- Ihara, 2005 : Cybaeus hatsushibai n. sp. (Araneae: Cybaeidae) from Mt. Odaigahara, Honshu, Japan, with notes on geographical distribution and body size of its closely related species. Acta Arachnologica, vol. 54, no 2, p. 103-109 (texte intégral).